# Фурніка
Фурніка (рум. Furnica) — село у повіті Констанца в Румунії. Входить до складу комуни Думбревень.
Село розташоване на відстані 160 км на схід від Бухареста, 56 км на південний захід від Констанци.

## Населення
За даними перепису населення 2002 року у селі проживали 92 особи, усі — румуни. Усі жителі села рідною мовою назвали румунську.